# Siège de La Mothe (1634)
Pour les articles homonymes, voir Siège de La Mothe.
Guerre de Trente Ans
Batailles
Le siège de La Mothe est le siège de la place forte de La Mothe en Haute-Marne actuelle par des troupes françaises entre juin et juillet 1634 dans le cadre de la guerre de Trente Ans.

## Contexte
Alors que fait rage la guerre de Trente Ans, le duc Charles IV de Lorraine refuse de rendre hommage à la France.
Le 30 juillet 1633, le Parlement de Paris prononce la confiscation du Barrois. Deux jours plus tard, les troupes françaises commencent à prendre les villes dont Bar-le-Duc et, après être entrées en Lorraine, mettent le siège devant Nancy le 26 août. Le 30 septembre, Charles IV, par le traité de Charmes, livre sa capitale et abdique. Seules résistent quelques places fortes, telles que Bitche, la porte nord-est du duché, et La Mothe, la porte sud.

## La Mothe

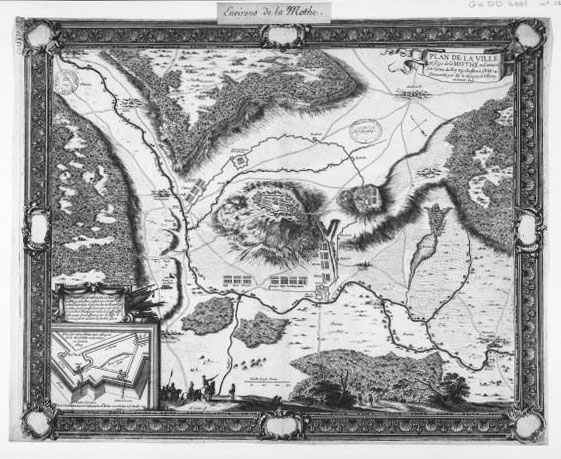
Plan de la ville et siège de la Mothe en Lorraine par l'armée du roy tres chrestien Louis 14 commandée par Mr le Marquis de Villeroy en l'année 1645.

La place forte de La Mothe domine la rivière du Mouzon de 190 mètres. Elle est longue d’environ 700 mètres, et large de 250 mètres. Elle est puissamment fortifiée : 8 bastions reliés par une courtine haute de 20 mètres, précédée d'un large fossé taillé dans le roc et profond d’environ 2,50 m, lui-même défendu par une contrescarpe, imposant ouvrage extérieur en maçonnerie.

## Forces en présence
Royaume de France
- Régiment de Bussy-Rabutin
- Régiment de Picardie

## Le siège
Mi-mars 1634, le siège commence par la destruction des villages alentour de Soulaucourt-sur-Mouzon et d’Outremécourt puis la construction de fortins pour contrôler les accès. Le 18 mai, la forteresse de Bitche tombe. Les troupes du maréchal de La Force et tous les canons lourds des environs plus les mortiers de Lyon et Roanne s'installent et se retranchent. Le 5 juin 1634, les tirs d'artillerie et la préparation de la sape commencent. Le gouverneur de La Mothe, Antoine de Choiseul d’Isches, est tué par un éclat d'obus le 21 juin. Ses obsèques se font dans la plus grande discrétion. Il est remplacé par son lieutenant Jean Sarrazin de Germainvilliers. Le bastion St-Nicolas saute, ouvrant une brèche. La capitulation est signée le 26 juillet. Richelieu attache un grand prix aux archives ducales qui y sont entreposées, dans le but de trouver des arguments sur les droits de Louis XIII sur la Lorraine. La garnison, qui a perdu la moitié de son effectif, sort avec armes et bagages. La Mothe est l'une des trois places fortes à être remise en état. Les autres sont démantelées par les habitants réquisitionnés.